# Raffiche di mitra
Raffiche di mitra (Port du désir) è un film del 1955 diretto da Edmond T. Gréville.

## Trama
Martine arriva a Marsiglia alla ricerca della sorella Suzanne, scomparsa da mesi. Il capitano Lequévic deve liberare il canale marino dal relitto della Venus, ma il proprietario della nave, il contrabbandiere Black, teme che si possa scoprire il cadavere della donna, sua ex amante.
Black tenta di corrompere Michel, che collabora alle ricerche con Lequevic, ma il giovane rifiuta. Il cadavere viene infine scoperto proprio dal capitano che, con una azione pericolosa, riesce anche a liberare Michel e Martine sequestrati da Black e arrestare la banda. In seguito Lequevec parte per mare lasciando i due giovani liberi di vivere il loro amore.

## Distribuzione
Il film fu distribuito in Francia il 15 aprile 1955. In Italia il titolo iniziale era Porto proibito, cambiato prima dell'uscita nelle sale, nel 1958.

### Censura
Nell'edizione italiana vennero eliminate due scene "ritenute offensive del valore e della morale":
- La scena in cui appare Lola e Michael su di un letto che si abbracciano.
- La scena in cui Black pizzica Lola, in bikini, nei glutei.

Il film venne vietato inoltre ai minori di 16 anni, "in quanto il film si svolge in ambienti equivoci la cui visione può impressionare sfavorevolmente i minori stessi".

## Accoglienza

### Critica
(Arnaldo Giuliani, Corriere dei Piccoli, n. 45, 9 novembre 1958)